# Андре Каят
Андре Каят (на френски: André Cayatte) е френски режисьор и сценарист.

## Биография
Роден е на 3 февруари 1909 година в Каркасон. Завършва право и работи като адвокат в Тулуза и Париж, след което се насочва към журналистиката и литературата, започва да пише сценарий, а през 1942 година режисира първия си филм. През следващите години става известен с филмите си, обикновено разглеждащи престъплението, справедливостта и моралната отговорност. Сред най-известните му филми са „Justice est faite“ (1950), „Nous sommes tous des assassins“ (1952), „Il n'y a pas de fumée sans feu“ (1973).
Андре Каят умира на 6 февруари 1989 година в Париж.

## Избрана филмография

### Режисьор
| година | филм                  | оригинално заглавие            | бележки |
| ------ | --------------------- | ------------------------------ | ------- |
| 1950   |                       | Justice est faite              |         |
| 1952   | Ние всички сме убийци | Nous sommes tous des assassins |         |
| 1958   | Огледалото с две лица | Le Miroir à deux faces         |         |
| 1960   | Преходът през Рейн    | Le passage du Rhin             |         |
| 1973   | Няма дим без огън     | Il n'y a pas de fumée sans feu |         |